# Dinorá de Carvalho
Dinorá de Carvalho (Uberaba, 1 de junho de 1895 - São Paulo, 1980) foi uma pianista e compositora brasileira.  Sua vida foi dedicada a música. Seu catálogo de obras publicado pelo Ministério das Relações Exteriores no ano de 1977 traz um número estimado de 160 peças compostas. A obra de Dinorá de Carvalho tem sido estudada nos meios acadêmicos e resultou em publicações científicas que abordam estudos aprofundados sobre a sua produção artística. Algumas de suas partituras, tais como o Salmo XXII - O Bom Pastor e suas peças corais a cappella, foram recentemente publicadas. Dois acervos salvaguardam parte de sua obra, o acervo de Mário de Andrade, que está atualmente no Instituto de Estudos Brasileiros (IEB) da Universidade de São Paulo (USP), e a Coleção Dinorá de Carvalho da Coordenação de Documentação de Música Contemporânea (CDMC) da Universidade Estadual de Campinas (Unicamp).

## Biografia

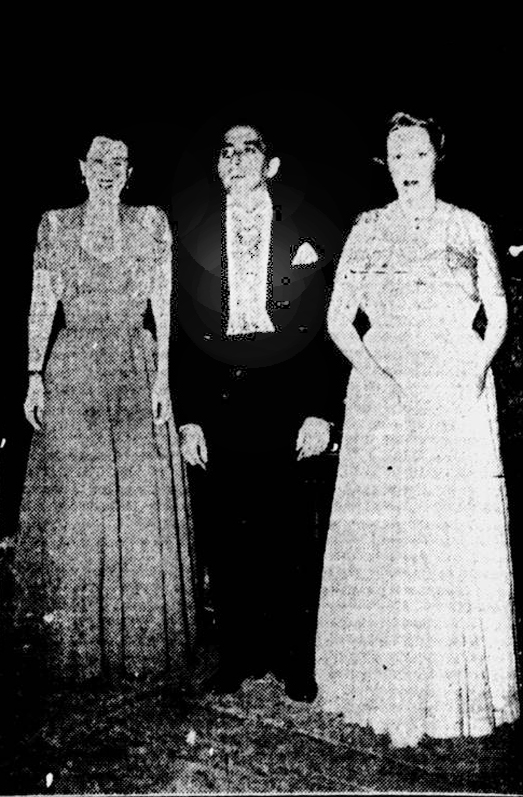
A cantora Cristina Maristany, o violoncelista Iberê Gomes Grosso e a pianista Dinorá de Carvalho em apresentação no Theatro Municipal de São Paulo, 1949

Dinorah Gontijo de Carvalho nasceu em Uberaba, Minas Gerais e começou seus estudos de piano muito cedo, incentivada pelo pai Vicente Gontijo, que era músico amador. Com a morte do pai em 1904, a família se mudou para São Paulo, onde Dinorá começou a estudar piano no Conservatório Dramático e Musical de São Paulo, quando ela tinha por volta de 10 anos. Iniciou seus estudos de piano com a professora Maria Lacaz Machado, passando depois para a classe de Carlino Crescenzo. Sua primeira música teria sido uma valsa chamada “Serenata ao luar” e, na mesma época, improvisou um “Noturno” na cidade de Campinas". Suas primeiras composições foram feitas em 1912 e desde então se tornou um costume dela apresentar material composicional próprio em todos os seus recitais de piano. Ela se formou em 1916, tendo Mário de Andrade (1893-1945) como contemporâneo nesta escola, que mais tarde incentivou suas composições. Lucivan dos Santos afirma que Francisco Mignone (1897-1986) também fez parte da turma de Dinorá.  
Dinorá obteve nota máxima ao piano, o que lhe proporcionou uma bolsa do governo de Minas Gerais logo após sua formatura para estudar em Paris, com o professor Isidor Philip (1863-1958). Retornou ao Brasil por volta de 1924, mesmo focando exclusivamente no aperfeiçoamento do piano e executou uma obra de autoria própria chamada “Sertaneja” que rendeu comentários de Mário de Andrade quanto ao seu estilo composicional. Informa estar “nitidamente dentro do experimentalismo sinfônico [...] com melodias mais longas e mais incontestavelmente nacional”. Em 1929 começou seus estudos com o uruguaio Lamberto Baldi (1895-1979), também professor de composição de Camargo Guarnieri, tendo sido Mário de Andrade quem os apresentou. Em 1933 sua primeira composição para canto e piano intitulada "Pipoqueiro" também rendeu uma outra crítica de Mário no jornal Estado de São Paulo que disse: “Pipoqueiro de Dinorá de Carvalho, com um acompanhamento que é um achado, sustentando uma melodia que envolvia bem o grotesco e o trágico do poema”.
Foi uma das raras compositoras a compor para instrumentos solistas; corais; coral e orquestra; conjuntos de câmara; piano e orquestra; orquestra sinfônica; teatro e balé. e em 1936 foi a primeira mulher a dirigir uma orquestra no Brasil. No ano de 1938, aos 43 anos, se casou com o seu admirador paranaense, José Joaquim Bittencourt Muricy.  Foi também a 1° mulher a ocupar uma cadeira na Academia Brasileira de Música. Premiada diversas vezes como compositora e pianista, Dinorá também se destacou como educadora tendo sido inspetora de ensino superior do Conservatório Dramático e Musical de São Paulo. 
A década de 1940 foi o início de sua grande atividade como professora de piano, tendo montado uma escola em sua casa, por onde passaram importantes nomes da música como Almeida Prado, Flávio Varani, Maria Regina Luponi, entre outros. Seu cuidado e dedicação com a formação do aluno, principalmente crianças, e seu método inovador de ensino musical foram muito elogiados na época, fazendo com que a escola fosse muito procurada. Foi também nesta década de 40 que ela criou e dirigiu a Orquestra Feminina São Paulo, a primeira orquestra do gênero na América Latina
Dinorá de Carvalho recebeu muitas homenagens. Seu nome foi dado à escola de música criada pela Associação Cívica Feminina. Recebeu muitas condecorações, como a Medalha Cultural Princesa Leopoldina, a Medalha Cultural José Bonifácio de Andrada e Silva e a Medalha de Ouro do IV Centenário da Fundação de São Paulo, em 1954, por seus esforços em prol da formação musical da criança. Como compositora, recebeu 9 prêmios, dentre eles, o prêmio de Melhor Obra de Câmara. Também recebeu um convite do Ministério da Cultura e em 1960, seguiu para uma missão cultural na Europa apresentando obras de autores brasileiros incluindo as suas.
De posse de informações passadas por seus alunos que estavam ou retornavam da Europa, criou obras de grande envergadura que foram recebidas com espanto e louvor pela crítica, como sua Sonata n°1 e sua Missa De Profundis. Se destacou também como crítica musical, atividade que exerceu até a década de 1970. Mesmo com tantas tarefas, Dinorá sempre compunha novas obras e se reinventava como compositora. O catálogo de obras publicado pelo Ministério de Relações Exteriores no ano de 1977, traz um total de mais de 150 títulos composicionais escritos por Dinorá de Carvalho.  Ao morrer em 1980, deixou duas canções não finalizadas, intituladas “Presença” e “Espelho”. O trabalho de catalogação de Flávio Carvalho apresenta 40 canções para piano e canto da compositora, sendo duas obras inacabadas e sete que estão desaparecidas. Portanto nos fornece um acervo de mais de 80% (31 obras) de sua obra cancioneira prontamente terminada e revisada para serem avaliadas e candidatas a serem transcritas.

## Obras
A listagem a seguir foi gerada com base no Catálogo de obras da compositora publicado em 1977 pelo Ministério das Relações Exteriores do Brasil e está organizada por formação instrumental, especificando também o ano de criação.

### Voz Solista e Piano:
1. Pipoqueiro, 1933, barítono e piano
2. Acalanto, 1933, soprano e piano
3. Canção da saudade, 1936, soprano e piano
4. Pau-piá, 1948, soprano e piano
5. Pobre cego, 1948, mezzosoprano e piano
6. Ê bango-bango-ê, 1948, mezzosoprano e piano
7. Quem sofre, 1948, contralto e piano
8. Banzo, 1948, contralto e piano
9. Coqueiro, Coqueiro-irá, 1948, soprano e piano
10. Mosaico, 1948, soprano e piano
11. Menino Mandu, 1948, soprano e piano
12. Quibungo-tê-rê-rê, 1949, soprano e piano
13. Sinal da Terra, 1949, soprano e piano
14. Velas no mar, 1949, soprano e piano
15. Último retrato, 1950, contralto e piano
16. Ausência, 1955, soprano e piano
17. A ti flor do céu, 1960, soprano e piano
18. Perdão, 1960, soprano e piano
19. Sum-sum, 1960, barítono e piano
20. Epigrama nº 9, 1964, soprano e piano
21. Embalo, 1968, soprano e piano
22. Instantâneo do adeus - De não querer - De tuas mãos, 1969, mezzosoprano e piano
23. “Ideti - a menina preta que buscava Deus”, 1970, soprano e piano
24. Samaritana, 1972, mezzosoprano e piano
25. Fogo (com expressão corporal), 1972, soprano e piano
26. Água, 1972, soprano e piano
27. Ar, Terra, 1972, soprano e piano
28. Uai-Ninim, 1974, mezzosoprano e piano
29. Quin-gue-lê, 1974, soprano e piano
30. Escrava mãe, 1974, soprano e piano
31. Estampas de Vila Rica, 1975, soprano e piano. Movimentos: Carmo; São Francisco de Assis
32. Teu rosto azul, (para o morto Cassiano Ricardo), 1975, soprano e piano

### Voz Solista e Instrumentos:
1. Salmo XXII - “O Bom Pastor” (1969), Barítono, harpa, trompa, clarineta, violoncelo, piano, percussão. Movimentos: Versículo I; Versículo II; Versículo III; Intermezzo; Versículo IV; Versículo V; Recitativo: solo de violoncelo; Versículo VI; Quasi Fugato
2. Três canções ingênuas (1977), soprano, flauta, piano

### Coro a Cappella:
1. Acalanto (1933), SATB
2. Oú-lê-lê-lê (1936), SATB
3. Procissão de Cinzas em Pernambuco (1936), SATB
4. Caramurus da Bahia (1936), SATB
5. Ave Maria (1938), SATB
6. Boi Tungão (1950), SATB
7. Rochedo Sinhá (1958), SATB
8. Lorigena (Omulú) (1956), SATB
9. Angorô (1966), SATB
10. Qui-bungo-tê-rê-rê (1973), SATB

### Coro e Instrumento:
1. Viva Jesus (1952), 2 vozes agudas e piano
2. Credo (1966), 2 vozes femininas (SA) e piano

### Instrumento Solo:
1. Rêverie (1923), piano
2. Soldadinhos (1929), piano
3. Noturno (1930), piano
4. Meditação (1930), piano
5. Dança das bonecas (1930), piano
6. Pirilampos (1930), piano
7. Polonaise (1930), piano
8. Rêverie (1930), piano
9. Gavota (1930), piano
10. Caixinha de Música (1930), piano
11. Bailado das Sombras (1932), piano
12. Berceuse da boneca (1932), piano
13. O carrilhão encantado (1932), piano
14. Caixinha de música da princesinha (1933), piano
15. Minha viola (1933), piano
16. O batalhãozinho pra frente (1933), piano
17. Sertaneja (1933), piano
18. Estudo nº1 (1934), piano
19. Prelúdio só para mão esquerda (1934), piano
20. Lá vai a barquinha carregada de… (1939), piano
21. O burrinho teimoso (1939), piano
22. Manhã radiosa (1939), piano
23. Valsinha nº1 (1939), piano
24. No país das palmeiras (1940), piano
25. 4 peças dançantes (1940), piano
26. 11 peças infantis (álbum) (1940), piano
27. Palhaço coxo no circo (1940), piano
28. Disputa dos garotos (1940), piano
29. Menino Jesus adormecendo (1940), piano
30. Toada paulista (1940), piano
31. Alegria dos Pássaros (1940), piano
32. Jogos no parque D. Pedro II (1940), piano
33. Valsa nº1 (1944), piano
34. Cantilena (1945), piano
35. Nas mãos do Senhor (1945), piano
36. Num recanto triste (1945), piano
37. Madonas - Exposição Paim (1949), piano. Movimentos: Verdes Mares, Chuva e ouro, Cactus
38. Vendaval (1949), piano
39. Festa do Santo Rei (1949), piano
40. Polka Imperial (1948), piano
41. Chora minha terra (1949), piano
42. Sonatina nº 1 (1949), piano
43. Marcha do galinho (1949), piano
44. Chácara D. Jorge (1950), piano
45. Valsa da bonequinha preta (1950), piano
46. Dança dos índios cocares vermelhos (1950), piano
47. Festim das Amazonas (1950), piano
48. Sertões (1950), piano
49. Mural de pássaros (suíte) (1950/74), piano
  - … alegre (1950), piano
  - … colorido (1954), piano
  - … azul (1954), piano
  - … tranquilo (1960), piano
  - … triste (1960), piano
  - … mágico (1960), piano
  - …sem rumo (1970), piano
  - … estranho (1970), piano
  - … enamorado (1973), piano
  - …dançantes (1974),  piano
  - … guerreiro (1974), piano
50. Coqueterie (1951), piano
51. Vela, vela, velador (1952), piano
52. Você disse… (1952), piano
53. Canção de Natal (1952), piano
54. Bate-bate (1952), piano
55. Morena, vamos serenar (1953), piano
56. Musete (1953), piano
57. Dorme filhinha (1953), piano
58. Valsa n.º 3 (1953), piano
59. Cavalinho de piche (1955),- piano
60. Lenda cabocla (1956), piano
61. Ciranda (1956), piano
62. Meninas pulando corda (1960), piano
63. Valsa da primavera (1960), piano
64. Caiapó (1960), piano
65. Cenas no circo (1963), piano
  - Palhaços
  - Dançarinas
  - Trapezistas
  - Bonecos mágicos
66. Contemplação (1963), piano
67. Pobre cego (1963), violão
68. Suíte: Marcha - Angústia - Solidão - Pola - Alegro brilhante (1968), piano
69. Tema - 11 variações (1968), piano
70. Dolor (1974), piano
71. Sonata n.º,  piano
72. Diário do viandante (1975), harpa
  - Misterioso
  - De longe uma voz…
  - Ansiedade
  - Mastinal festivo
73. Cantares (1975),  cravo

### Duo
1. Suíte brasileira (1948), violoncelo e piano
  - Introdução
  - Saltitante
  - Toada
  - Dança
2. Canção do boiadeiro (1948), violino e piano
3. Meninas brincam de cirandinha (1950), violino e piano
4. Embalo (1955), violino e piano
5. Capricho (1955), violino e piano
6. Ninho de abelhas (1955), violino e piano
7. Valsa (1964), flauta e piano
8. Recitativo (1969), violoncelo e piano
9. Devaneio (1969), violoncelo e piano
10. Suíte (1971), violoncelo e piano
  - Mensagem
  - Presença
  - Vertigem
11. Cantiga de ninar (1972), flauta doce e piano
12. Toada chorosa Cantiga de ninar (1972), flauta doce e piano
13. Duas bucólicas (1975), clarineta e piano
14. Duas peças (1976), oboé e piano
  - Distâncias
  - Encontro

### Trio
1. Trio n.º 1 (1950), violino, violoncelo, piano
2. Trio n.º 2 (1971), flauta, violoncelo, piano

### Quarteto
1. Quarteto n.º 1 (1962), violinos I, II, viola, violoncelo
  - Profundo
  - Nostálgico
  - Impetuoso
2. Quarteto nº. 2 (Mitos e Palmares) (1973/74), violinos I,II, viola, violoncelo
  - Entrada: enérgico
  - Misterioso (calmo)
  - Allegro Brilhante

### Orquestra de cordas
1. Solidão (1966), orquestra de cordas

### Orquestra de cordas e voz solista
1. Acalanto (1935), orquestra de cordas e soprano

### Orquestra Sinfônica
1. Serenata da saudade (1933)
2. Sertaneja (1933)
3. Noite de São Paulo - “Ouverture”
4. Festa na vila (1936)
5. Manhã radiosa (1939)
6. Tormenta (1938)
7. Festa na tribo (1951)
8. Festa do Santo Rei (1960)
9. Caiapó (1960)

### Orquestra e instrumento solista
1. Fantasia-Concerto (1937), orquestra e piano
2. Danças brasileiras (1940), orquestra de cordas, percussão e piano
3. Contrastes (1969), orquestra de cordas, percussão e piano
4. Concerto n.º 2 (1972), orquestra e piano

### Orquestra e voz solista
1. 6 Canções (1963), orquestra e soprano
  - Sum-sum
  - A ti flor do céu
  - Coqueiro-coqueiro-irá
  - Pobre cego
  - Ê bango-bango-ê
  - Último retrato
2. Quadros da Semana Santa (1945), orquestra, coro SATB e solistas
  - Cinzas
  - Trevas
  - Procissão do Senhor Morto
  - Alleluia
3. Missa “De Profundis” (1975), orquesta, coro SATB, solistas, M e BR, e percussão
  - Kyrie
  - De Profundis
  - Sanctus
  - Benedictus
  - Agnus Dei

### Música Cênica
1. Noite de São Paulo (Fantasia em 3 atos) - orquestra sinfônica
  - Você não quer
  - Ele passou
  - Vem ver a noite
  - Sinhô, digo a você…
  - Bamboleia
2. Escravos (Ballet) (1946), orquestra sinfônica
3. O girassol ambicioso (Ballet em 3 atos) (1952), orquestra sinfônica
4. Divertimento (Ballet) (1953), orquestra sinfônica

## Edição e publicação de partituras
Recentemente, foram publicadas as seguintes partituras de Dinorá de Carvalho:
- PEÇAS CORAIS A CAPPELLA (2020, Editora Unicamp, Organizador: Flávio Carvalho)[5];
- SALMO XXII - O BOM PASTOR: Para barítono e conjunto de câmara (2019, Editora Unicamp, Organizador: Flávio Carvalho)[4];
- Perdão (1960) - Composição de Dinorá de Carvalho: Transcrição para Canto e Violão de original para Canto e Piano (2016, Revista Vórtex)[15]

## Acervos
Os materiais e partituras de Dinorá de Carvalho encontram-se em acervos sobretudo no Estado de São Paulo. 
Lucivan dos Santos relata a presença de programas de concerto e partituras de Dinorá de Carvalho disponíveis no acervo de Mário de Andrade que está atualmente no Instituto de Estudos Brasileiros (IEB) da Universidade de São Paulo (USP).
A Coordenação de Documentação de Música Contemporânea (CDMC) da Universidade Estadual de Campinas (UNICAMP) salvaguarda um acervo constituído sobretudo por “composições de autoria de Dinorá de Carvalho, na forma de manuscritos, cópias de manuscritos, versões editadas ou cópias de edições. Além disso, em um número menor de itens, há também arranjos ou instrumentações feitas pela autora de peças de outrem, fotografias, programas de concertos, recortes de jornais sobre a compositora, diplomas e cópias de cartas”. Estes itens formam a Coleção Dinorá de Carvalho do CDMC/Unicamp.